# الدو دیزی
الدو دیزی (انگلیسی: Aldo Dezi؛ زادهٔ ۲۷ ژوئن ۱۹۳۹ ‏(۸۵ سال)) ورزشکار اهل ایتالیا است.
وی در مسابقات کشوری و بین‌المللی در مجموع برندهٔ ۱ مدال نقره شده‌است.